# Sarah Grand
Sarah Grand, född Frances Bellenden Clarke (gift McFall) den 10 juni 1854 i Donaghadee, grevskapet Down, Nordirland, död 12 maj 1943 i Calne, Wiltshire, var en brittisk (irländsk) författare och feminist. 
Clarke ingick 1876 äktenskap med överstelöjtnant McFall (död 1898) och bereste under fem år Japan, Kina och Brittiska Indien. Hon skilde sig från maken 1890, bytte namn och ägnade sig därefter även åt kvinnorörelsen. Efter att ha utgett obemärkta verk som Ideala (1888), Singularly Deluded och A Domestic Experiment, väckte hon allmän uppmärksamhet med The Heavenly Twins (1893; på svenska "De himlasända tvillingarna", 1894–1895), en humoristisk tendensroman.

## Verk
- Our Manifold Nature (1894)
- The Bed Book (1897)
- The Modern Man and Maid (1898)
- Babs the Impossible (1900)
- Emotional Moments (1908)
- Adnam's Orchard (1912)
- The Winged Victory (1916)
- Variety (1922)